# Ézanville
Ézanville is een gemeente in Frankrijk. Het ligt 19 km ten noorden van het centrum van Parijs.
Er ligt station Écouen - Ézanville.

## Kaart
De onderstaande kaart toont de ligging van Ézanville met de belangrijkste infrastructuur en aangrenzende gemeenten.

## Demografie
Onderstaande figuur toont het verloop van het inwonertal, bron: INSEE-tellingen. 

## Websites
- (fr)  Statistische informatie op de website van INSEE

1. ↑  Populations de référence 2022.